# LAN журка
LAN журка је друштвено окупљање учесника са личним рачунарима или компатибилним конзолама, где се успоставља веза локалне мреже (LAN) између уређаја помоћу рутера или прекидача, првенствено у сврху заједничког играња видео игрица за више играча. Догађаји за LAN журке се значајно разликују од LAN центара за игре и интернет кафеа по томе што LAN забаве углавном захтевају од учесника да понесу сопствени рачунар, често се одржавају у просторима опште намене или у резиденцијама.
Величина ових мрежа може варирати од само две особе до веома великих окупљања од стотину или више. Мале журке се могу спонтано формирати и искористити уобичајену кућну мрежну опрему, али веће обично захтевају више планирања, опреме и припреме, чак и наменске сервере за игре. Од 2020., светски рекорд у величини LAN журке је 22.810 посетилаца, постављен у DreamHack-у, у Јенћепингу. 

## Мале забаве
Обично се мање LAN забаве састоје од људи који доносе своје рачунаре једни другима у куће како би били домаћини и играли игрице.
Оне се понекад успостављају између малих група пријатеља и хостују на централној локацији или на оној која је позната свим учесницима. Такви догађаји се често организују брзо са мало планирања, а неки догађаји преко ноћи, са неким да се протежу на дане или недеље. Због малог броја играча, игре се обично играју на малим нивоима против ботова.
Ако на месту нема Wi-Fi, може се поставити ad hoc мрежа, чиме се елиминише потреба за жичном мрежом. Пружање освежења често је такође обавеза домаћина, иако се од гостију обично тражи да допринесу. У већим забавама где се учесници можда не познају лично, може се чак и наплатити улаз. Друга традиција неких малих група је да купују велике количине брзе хране за конзумацију током више дана. Многи учесници LAN-а ће такође донети храну или пиће за конзумирање током журке — иако се могу одржати у било ком часу, многе LAN журке почињу касно увече и трају до следећег јутра, чинећи енергетска пића популарним избором.
Када неки од учесника не могу да буду присутни или када се спаја неколико LAN журки, VPN софтвер као што је Hamachi може се користити за распоређивање рачунара преко Интернета тако да изгледа да су на истој LAN мрежи.
Обично ће домаћин бити домаћин игара, али понекад на врло малим LAN журкама (нпр. 2 или 3 особе) сви учесници ће се повезати на интернет сервер на мрежи и додати реч испред свог имена да би рекли свима осталима да су клан или група. На већим LAN-овима (нпр. 5 или више људи) домаћин или пријатељ домаћина ће користити резервни рачунар као сервер за игре који ће служити свим учесницима.
Приватне LAN журке биле су на врхунцу популарности током крајем 1990-их до почетка 2000-их када је широкопојасни приступ интернету био недоступан или прескуп за већину људи у то време. Још једна сврха похађања приватних LAN журки била је и прилика за дељење софтвера, филмова или музике међу учесницима. Дељење датотека преко LAN мрежа пружило је згодан начин за размену садржаја међу учесницима, пошто већина просечних корисника интернета није имала приступ великој брзини и пропусном опсегу које нуди широкопојасна интернет веза за преузимање датотека велике величине. С обзиром на широку доступност брзог интернета, пријатељи могу лакше даљински да играју своје игре за више играча заједно, користећи софтвер оријентисан на игре као што су TeamSpeak, Discord и Steam. Друштвене мреже такође могу помоћи у састанцима на мрежи и комуникацији за групе пријатеља како би заједно могли да играју своје игре за више играча на мрежи, у удобности својих домова, а не због непријатности паковања и затим постављања својих рачунара за LAN журку.

## LAN журке на конзолама
Док су се традиционалне LAN забаве састојале искључиво од компјутерских игара, широко усвајање платформи за конзоле усмерене на мрежу, као што су Xbox 360 и PlayStation 3, довело је до еволуције у LAN забавама. Модерне конзоле опремљене Ethernet портовима могу међусобно да комуницирају преко стандардних рутера или прекидача, слично као традиционални рачунари.
Полазницима је потребна само њихова конзола, игре и телевизија да би стекли исто локално искуство играња као и њихови колеге засновани на рачунару. Многе популарне игре за више играча за конзолу такође имају верзије за рачунар (нпр. Battlefield: Bad Company 2 и Halo: Combat Evolved). Програмери су дали потрошачима избор да уживају у истим играма за више играча на више платформи, утирући пут за алтернативну позорницу на LAN забавама 21. века.

## Веће журке
Многе комерцијализоване партије нуде разне турнире, са такмичењима у играма као што су StarCraft, Warcraft III, World of Warcraft, Counter-Strike: Global Offensive, Fortnite, PlayerUnknown's Battlegrounds и игре из Call of Duty, Battlefield, Doom и Halo серије. Награде се могу додељивати победницима и могу укључивати рачунарски хардвер као што су комплети за кућишта, светла, вентилатори, графичке картице, а понекад чак и комплетни рачунари (које се често сматрају смешним као што би обично победник такмичења већ имао (и такмичио се) прилагођени рачунар далеко бољи од награде).
Трајање није стандардизовано; организоване журке често трају викендом.
Велике LAN журке често нуде мирно место за спавање, туширање и јело, као и унајмљено обезбеђење, алтернативну забаву (као што је музика) и посвећену екипу за подршку, као и професионално управљану мрежу укључујући везу са Интернетом. Кетеринг може бити у облику бара, испоручене хране као што је пица. Неке журке долазе у потпуности опремљене у виду редовних роштиља или чак запошљавања угоститељског особља које води јавну кантину.
Модери и оверклокери присуствују овим догађајима да би приказали своје рачунаре, које би иначе мало ко видело. Неки долазе само да прикажу своје рачунаре и погледају туђе рачунаре.
Неки учесници такође користе ове забаве у сврху дељења датотека. Веће стране често обесхрабрују или забрањују кршење ауторских права путем дељења датотека. Међутим, спровођење је ретко и неуредно због потребног времена и често недостатка жеље организатора. Неке LAN журке активно подржавају дељење датотека у легитимне сврхе (закрпе за игре, ажурирања, садржај који доприносе корисници). Већина подешавања која се користе на LAN журкама такође имају „централизовану“ област за ћаскање, где сви чланови могу да разговарају у окружењу сличном ИРЦ-у.
Постоје и друге врсте журки које се не помињу као „LAN журке“ где се граде привремене LAN мреже, али се не користе као главна атракција.

### Спонзорство
Многе рачунарске компаније, укључујући Nvidia,  Cooler Master,  Corsair,  Alienware,  Tesoro,  нуде спонзорске пакете великим LAN журкама, са финансирањем, наградама, или опреме дате у замену за рекламирање. Многе велике LAN журке траже такво спонзорство, како би смањиле оперативни ризик (често организатори ризикују да изгубе десетине хиљада долара) и обезбедили награде за учеснике.

## Култура
LAN журке имају своју јединствену културу. Ентузијасти често показују рачунаре са екстравагантним системима за хлађење након продаје, ЛЕД светлосним ефектима, подешавањима за више екрана и кућиштима направљеним по мери и многим другим побољшањима. Енергетски напици су веома популарни на овим догађајима како би побољшали концентрацију и издржљивост, пошто LAN журке често трају у раним јутарњим сатима.  Велике забаве могу трајати неколико дана без заказаних пауза. Већину времена, сан је угрожен да би се играо у дужем временском периоду који траје од ноћи до јутра. Постоје и одређене собе за спавање.